# Trofim Denisovič Lisenko
Trofím Denísovič Lisénko (rusko Трофи́м Дени́сович Лысе́нко, ukrajinsko Трохи́м Дени́сович Лисе́нко), sovjetski biolog in agronom ukrajinskega rodu, * 29. september, 1898, Karlivka, Poltavska oblast, Ukrajina,  † 20. november 1976, Moskva. 
Lisenko je bil voditelj sovjetske poljedelske znanosti v Stalinovem času. Zavračal je genetiko po Mendlovih načelih in utemeljeval raziskave na teoriji hibridizacije ter praksi ruskega vrtnarja Ivana Mičurina. Svoje teorije je vsiljeval sovjetskim agronomom z močjo državne oblasti in Stalinovo brezprizivno avtoritieto. Več znanstvenikov, ki se niso uklonili in raziskovali na osnovi genetike, je bilo preganjanih in zaprtih. Danes prevladuje mnenje, da je bila  večina rezultatov Lisenkovih poskusov gojenja novih zvrsti poljščin neuspešnih ali zlaganih. Razmere, ki jih je Lisenko s pomočjo državne oblasti vzpostavil na strokovnem področju, imenujemo tudi lisenkizem.
Podpiral je teorijo O. B. Lepešinske o nastajanju celic iz nestrukturirane »žive snovi«, kar je bilo kasneje spoznano za neznanstveno smer v biologiji.
Stanje v agronomskih raziskavah pod prevlado Trofima Lisenka je opisal Vladimir Dudincev v romanu Beli plašči.